# Giralda de Kansas City

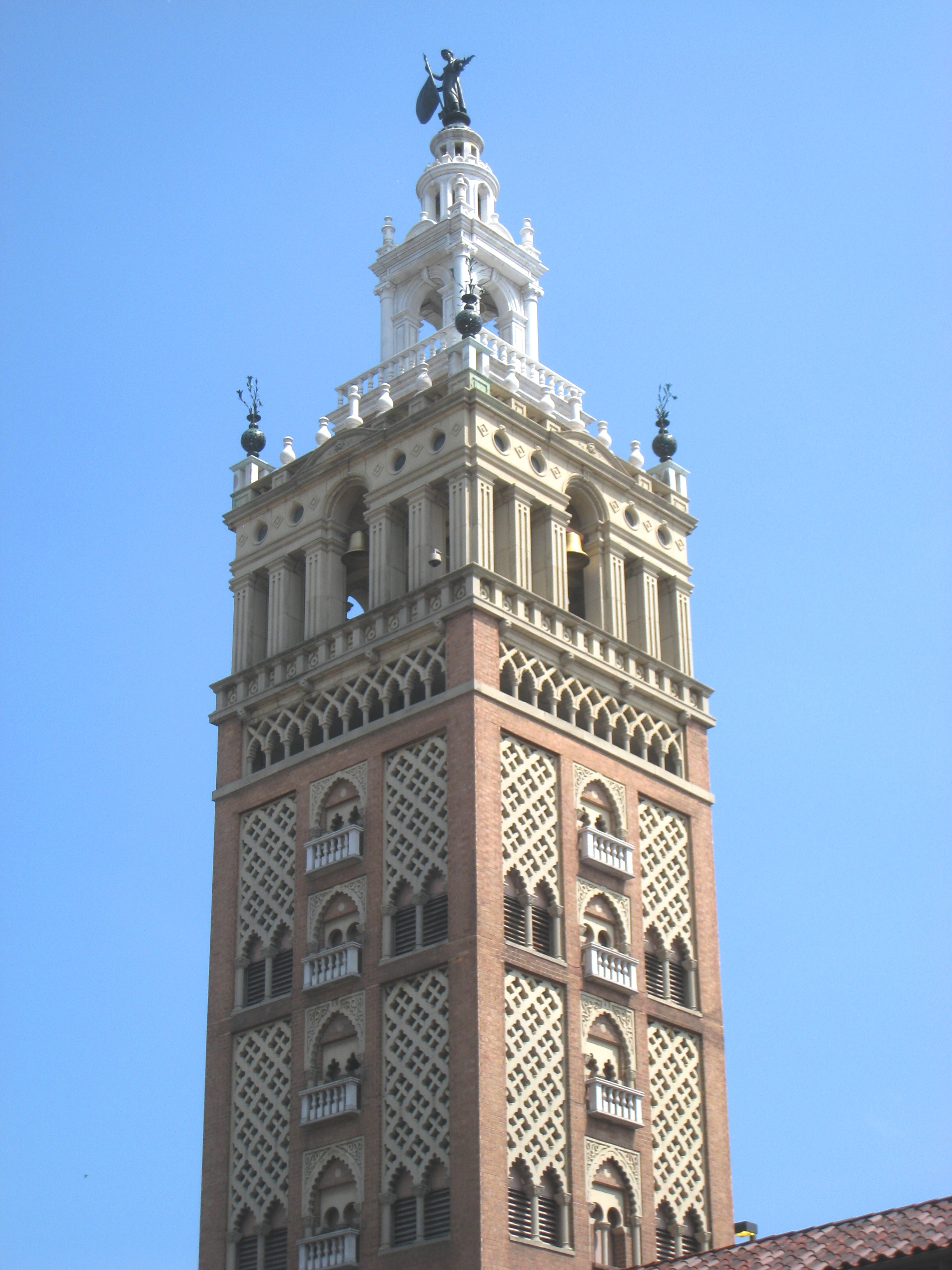
Giralda de Kansas City.

La Giralda de Kansas City, Estados Unidos, es un monumento construido en 1967. Es una réplica de la Giralda de Sevilla y un símbolo del hermanamiento entre las dos ciudades.

## Historia
J. C. Nichols visitó Sevilla en la década de 1920 y quiso construir una Giralda en el centro comercial Country Club Plaza en 1929 pero finalmente el proyecto no se llevó a cabo. En 1950 el centro comercial pasó a estar a cargo de su hijo, Miller Nichols.
Miller Nichols visitó Sevilla durante la Feria de abril de 1966. Ese año Sevilla, siendo su alcalde Félix Moreno de la Cova, y Kansas City, siendo su alcalde Ilus W. Davis, se hicieron ciudades hermanas. En 1967 se construyó en este centro comercial una réplica de la Giralda de aproximadamente 40 metros de alto y una réplica de la fuente de la Plaza Virgen de los Reyes de Sevilla. El edificio fue inaugurado el 4 de septiembre de 1967 en presencia del alcalde de Sevilla, Félix Moreno de la Cova.
Sevilla, por su parte, tiene la avenida de Kansas City y un monumento conmemorativo, «El Explorador».